# Bliastonotus atrifrons
Bliastonotus atrifrons är en insektsart som beskrevs av Max Beier 1960. Bliastonotus atrifrons ingår i släktet Bliastonotus och familjen vårtbitare. Inga underarter finns listade i Catalogue of Life.